# Fanerozoico
Na escala de tempo geológico, o Fanerozóico (grego transliterado: phaneros significa "visível" e zoikos, "vida") é o atual e o mais recente dos quatro éons geológicos na história geológica da Terra, cobrindo o período de 541 milhões de anos atrás até o presente. É o éon durante o qual a abundante vida animal e vegetal proliferou, diversificou e colonizou vários nichos na superfície da Terra, começando com o período Cambriano, quando os animais desenvolveram pela primeira vez conchas duras que podem ser claramente preservadas no registo fóssil. O tempo anterior ao Fanerozóico, chamado coletivamente de Pré-Cambriano, está agora dividido nos éons Hadeano, Arqueano e Proterozóico.
O período do Fanerozóico começa com o aparecimento súbito de evidências fossilizadas de vários filos animais; a evolução desses filos em diversas formas; a evolução das plantas; a evolução dos peixes, artrópodes e moluscos; a colonização terrestre e evolução dos insetos, queliceratos, miriápodes e tetrápodes; e o desenvolvimento da fauna moderna dominada por plantas vasculares. Durante este período de tempo, as forças tectónicas que movem os continentes reuniram-nos numa única porção de terra conhecida como Pangeia (o supercontinente mais recente), que então se separou nas atuais porções de terra.

## Limite do Proterozóico-Fanerozóico
A fronteira Proterozóico-Fanerozóico está em 541 milhões de anos atrás. No século XIX, a fronteira foi definida na época do aparecimento dos primeiros fósseis abundantes de animais (metazoários), mas vestígios de fósseis de várias centenas de grupos (táxons) de metazoários complexos de corpo mole do período Ediacarano anterior do éon Proterozóico, conhecida como Explosão de Avalon, foram identificadas desde o estudo sistemático dessas formas iniciado na década de 1950.  A transição do biota pré-cambriana, em grande parte séssil, para a biota cambriana móvel ativa ocorreu no início do Fanerozóico.
Associação Metalogenética
É composta principalmente por folhelhos negros (ricos em matéria orgânica) e Ironstones Ooliticos, com forte atividade exalativa e produção de CO2, aquecimento global e grande produtividade biológica como condição para a formação desses depósitos. 
Depósitos do tipo VMS, SEDEX e RedBed são formados no período de máximo desenvolvimento de amalgamação continental do Ciclo de Wilson, no Gondwana,durante a transição Pré-Cambriano-Cambriano e no Pangeia na transição do Paleozóico Superior para o Mesozóico inferior.

## Subdivisões
Divide-se nas eras e períodos (da mais antiga para a mais recente):
| Éon         | Era        | Período     | M. anos      |
| ----------- | ---------- | ----------- | ------------ |
| Fanerozoico | Cenozoico  | Quaternário | 2.558        |
| Fanerozoico | Cenozoico  | Neogeno     | 23.030*      |
| Fanerozoico | Cenozoico  | Paleogeno   | 66.0*        |
| Fanerozoico | Mesozoico  | Cretáceo    | c. 145.0     |
| Fanerozoico | Mesozoico  | Jurássico   | 201.3 ± 0.2* |
| Fanerozoico | Mesozoico  | Triássico   | 252.2 ± 0.5* |
| Fanerozoico | Paleozoico | Permiano    | 298.9 ± 0.2* |
| Fanerozoico | Paleozoico | Carbonífero | 358.9 ± 0.4* |
| Fanerozoico | Paleozoico | Devoniano   | 419.2 ± 3.2* |
| Fanerozoico | Paleozoico | Siluriano   | 443.4 ± 1.5* |
| Fanerozoico | Paleozoico | Ordoviciano | 485.4 ± 1.9* |
| Fanerozoico | Paleozoico | Cambriano   | 541.0 ± 1.0* |

## Eras do Fanerozóico

A evolução da biodiversidade durante Fanerozoico mostra um crescimento contínuo - mas não monótono, desde aproximadamente zero até milhares de géneros.

O Fanerozóico é dividido em três eras: Paleozoico, Mesozoico e Cenozoico, as quais são subdivididas em doze períodos. O Paleozóico abrange a evolução dos peixes, anfíbios e répteis. Durante o Mesozóico acontece a evolução dos lagartos, crocodilos, cobras, tartarugas, mamíferos e dinossauros (incluindo aves). O Cenozóuco começa com a extinção dos dinossauros não avianos, conta com a evolução e diversificação de aves e mamíferos. Os humanos aparecem e evoluem durante os períodos mais recentes do Cenozóico.

### Era Paleozóica
Durante o Paleozoico ocorreu a evolução das formas de vidas complexas na história do planeta Terra, assim como o início da ocupação das massas continentais, foi a era em que os ancestrais de toda a vida multicelular na Terra começaram a se diversificar. O Paleozóico compreende seis períodos de tempo: Cambriano, Ordoviciano, Siluriano, Devoniano, Carbonífero e Permiano.

#### Período Cambriano
O Cambriano é o primeiro período do Paleozóico, ele começa em 541,0 ± 1 milhões de anos e vai até 485,4 ± 1,9 milhões de anos atrás. Durante o Cambriano houve um grande aumento repentino na diversidade de vida animal, em um evento conhecido como Explosão Cambriana. Surgiram algas complexas, a fauna era dominada por artrópodes encouraçados, assim como trilobitas. Quase todos os filos de animais marinhos evoluíram durante esse período. Nesta época, o supercontinente Panótia começou a se quebrar, parte dele iria se recombinar posteriormente para formar o supercontinente Gondwana.

#### Período Ordoviciano
O Ordoviciano vai de 485,4 ± 1,9 Ma até 443,8 ± 1,5 Ma. Foi durante o Ordoviciano que vários dos grupos ainda existentes começaram a evoluir e diversificar, como por exemplo os Cefalópodes, peixes e corais, esse processo é conhecido como Radiação Ordoviciana. Os trilobitas começaram a ser substituídos por braquiópodes articulados, os crinóides também começaram a constituir uma parte importante da fauna.  Os primeiros artrópodes migraram para fora dos oceanos e começaram a colonizar o Gondwana. No final do Ordoviciano, o Gondwana tinha se movido do equador para o polo sul, Laurência colidiu com a Báltica, fechando o Oceano de Jápeto. Um evento glacial no Gondwana resultou em uma grande diminuição no nível do mar, matando toda a vida que havia se estabelecidos nas costas, esse evento ficou conhecido como a Extinção do Ordoviciano-Siluriano, no qual cerca de 60% dos invertebrados marinhos e 25% das famílias foram extintas. Apesar de ter sido um dos maiores eventos de extinção em massa na história da Terra, a extinção do Ordoviciano-Siluriano não causou mudanças ecológicas profundas entre os períodos. 

#### Período Siluriano

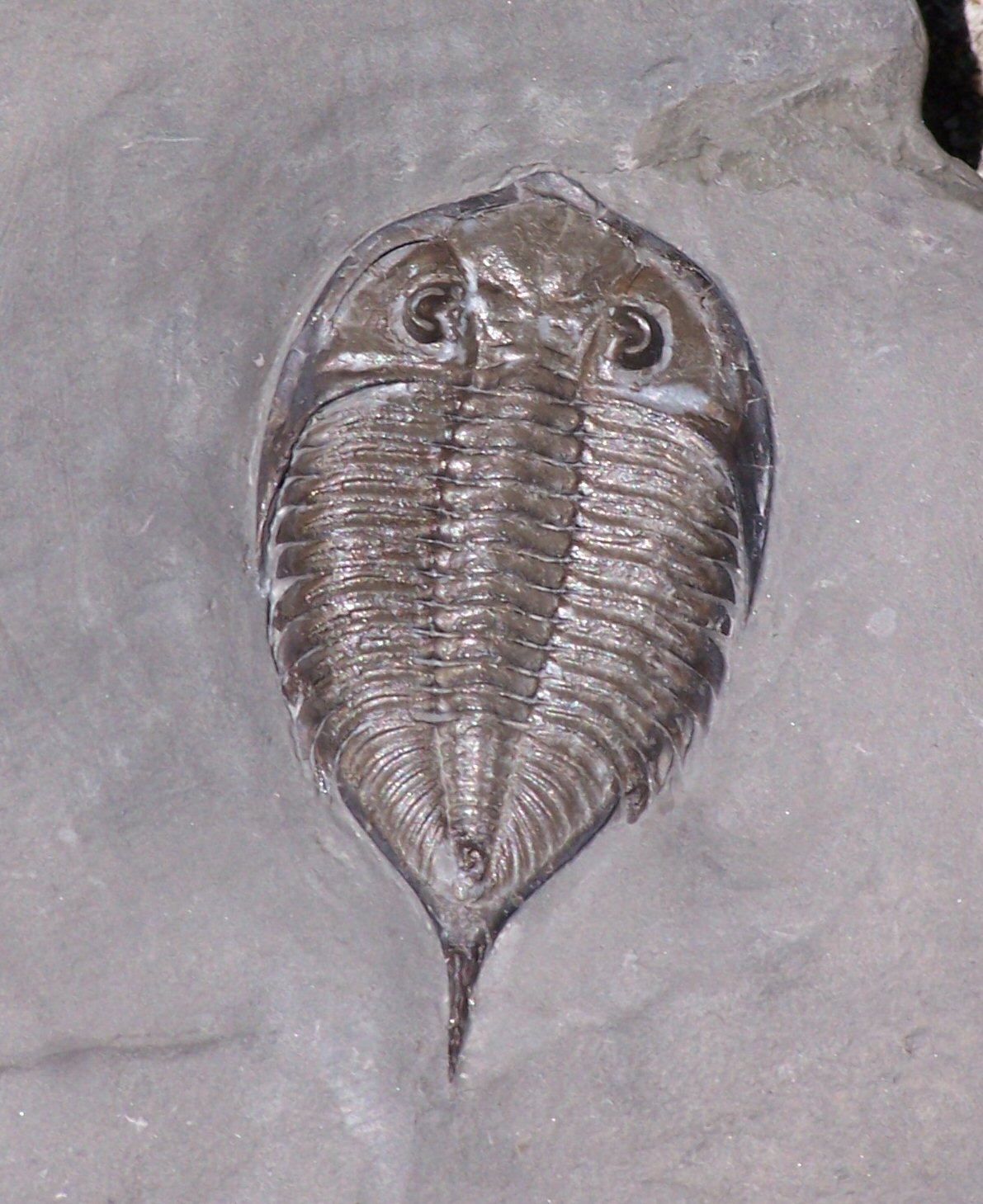
Dalmanites limulurus, uma espécie de trilobita no Siluriano.

O Siluriano durou de 485,4 ± 1,9 Ma até 419,2 ± 3,2 Ma. Durante esse período houve evolução em massa de peixes, os peixes sem mandíbula (Agnatha) se tornaram mais numerosos, os primeiros peixes com mandíbula e peixes de água doce surgiram no registro fóssil. Os artrópodes continuaram abundantes, alguns grupos, como os Euriptéridos, se tornaram superpredadores. Formas de vida exclusivamente terrestre se estabeleceram nos continentes, incluindo os primeiros aracnídeos, fungos e miriápodes. A evolução de plantas vasculares, como as cooksonia, permitiram com que elas se estabelecessem nos continentes, essas plantas são as ancestrais de todas as plantas terrestres. Durante este período, existiam quartro continentes: Condwana (África, América do Sul, Austrália, Antártica, Índia), Laurentia (América do Norte com partes da Europa), Báltica (restante da Europa) e Siberia (norte da Ásia).

#### Período Devoniano

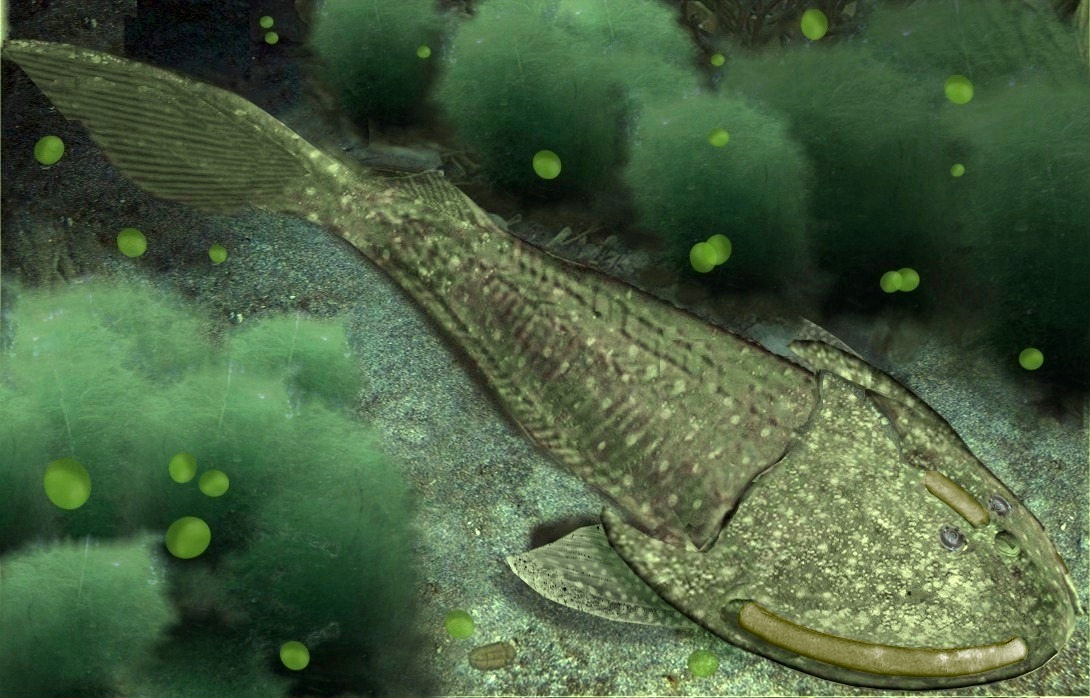
Cephalaspis, um peixe sem mandíbula.

O Devoniano compreende o período de 419,2 ± 3,2 Ma até 358,9 ± 0,4 Ma. É conhecido como a "Idade dos Peixes" devido a grande diversificação de peixes acontecido nesse período. Os peixes couraçado incluíam os Agnatha (sem mandíbula), assim como peixes com mandíbula placodermes, como os Dunkleosteus terrelli. Durante o Devoniano também houve a diversificação de grupos modernos de peixes, assim como os Chondrichthyes (tubarões), Osteichthyes (peixes com nadadeiras), e Sarcopterygii (peixes de barbatanas lobadas). Uma linhagem de sarcopterygians evoluiu para os primeiros vertebrados de quatro membros, que eventualmente se tornariam os Tetrápodes. Na terra, grupos de plantas se diversificaram; as primeiras árvores e sementes evoluíram durante este período. Por volta do Devoniano Médio existiam florestas primitivas, algumas espécies são: Lycopodiophyta, Equisetales, Fernseea e Progymnospermophyta. Esse evento também permitiu a diversificação dos artrópodes pois eles tinham vantagem sobre o novo hábitat. Perto do fim do Devoniano, 70% de todas as espécies foram extintas em uma sequência de eventos de extinções em massa, coletivamente conhecidos como a Extinção do Devoniano Superior.

#### Período Carbonífero

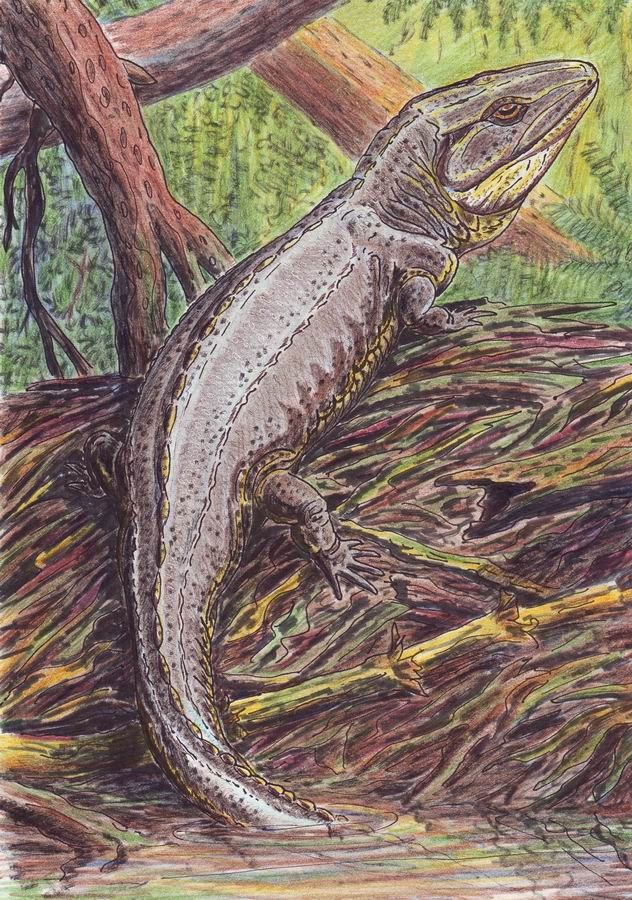
Proterogyrinus, um anfíbio (não-tetrápode amniota) no Carbonífero.

O Carbonífero vai de 358,9 ± 0,4 Ma até 298,9 ± 0,15 Ma. Pântanos tropicais dominavam a Terra, e a grande quantidade de árvores deu origem a grande parte dos depósitos de carvão mineral existentes hoje em dia, por isso o nome Carbonífero. Cerca de 90% dos depósitos de carvão mineral foram depositados nos períodos Carbonífero e Permiano, o que representa apenas 2% da história geológica da Terra. Os altos níveis de oxigênio devido a grande quantidade de árvores permitiu a proliferação de artrópodes gigantes (normalmente o seu tamanho é limitado pelos seus sistemas respiratórios). Tetrápodes diversificaram durante o Carbonífero, e uma linhagem deu origem aos Amniota (animais cujos embriões são rodeados por uma membrana amniótica) o que permite a reprodução fora d'água. Esses tetrápodes incluem os primeiros Répteis e Synapsida (parentes dos mamíferos). Ao logo do Carbonífero, houve um resfriamento, o que levou a um evento de glaciação no Gondwana, esse evento ficou conhecido como Glaciação Permo-Carbonífera e resultou na perda de grande parte das florestas.

#### Período Permiano

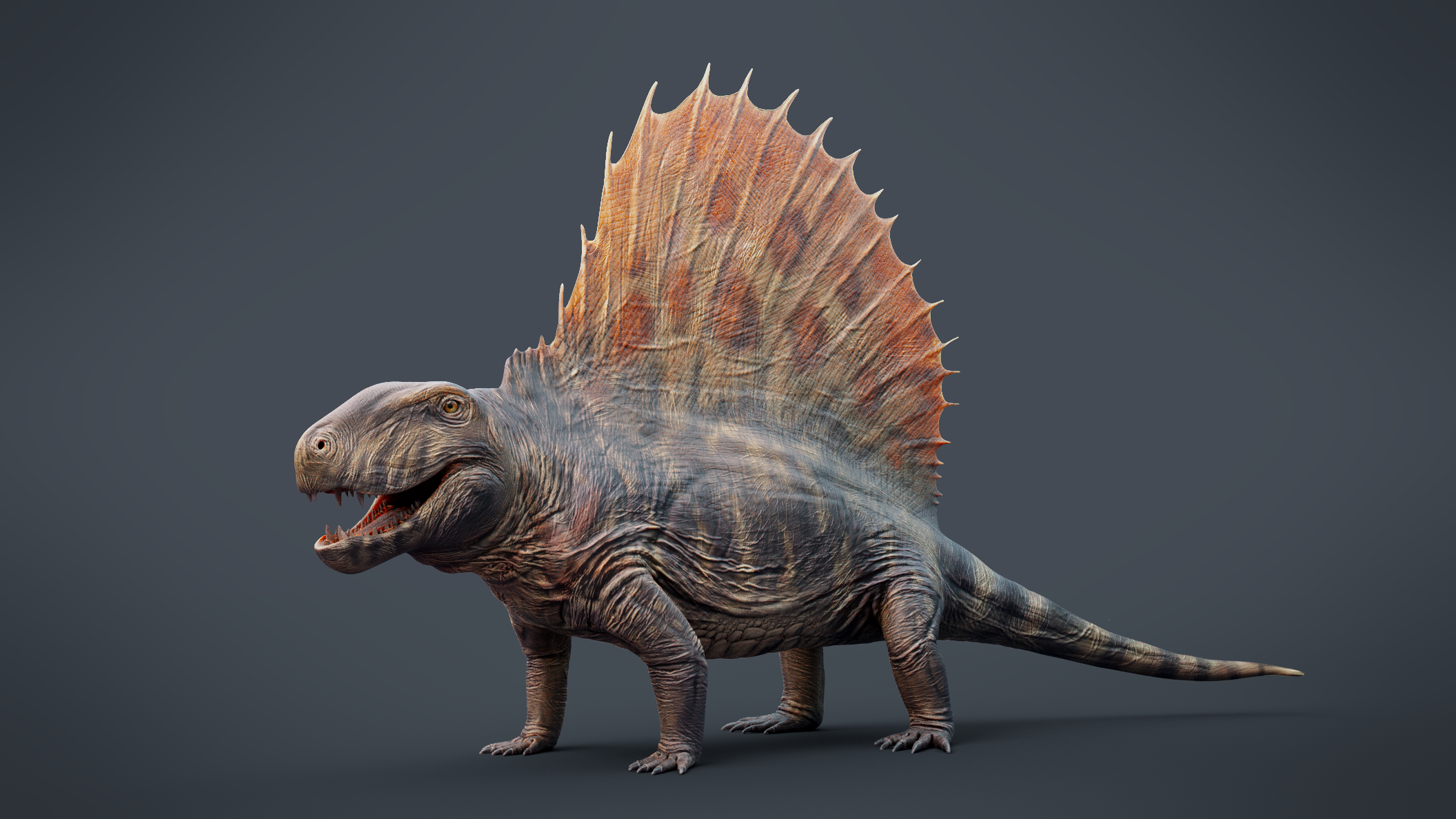
Dimetrodon grandis, um synapsida no Permiano recente

O Permiano vai de 298,9 ± 0,15 Ma até 252,17± 0,06 Ma e foi o último período da era Paleozóica. No seu início, todos os continentes se juntaram, dando origem ao supercontinente Pangeia, cercado por um único oceano chamado Pantalassa. A Terra era relativamente seca em comparação com o Carbonífero, com estações severas. Os Amniota se diversificaram no novo clima seco, principalmente alguns Synapsida como os Dimetrodon, Edaphosaurus e os ancestrais dos mamíferos modernos. As primeiras coníferas evoluíram durante esse período e dominaram as paisagens terrestres. O Permiano terminou com um grande evento de extinção em massa, a Extinção do Permiano-Triássico, foi o maior evento de extinção da história da Terra, resultando na morte de 95% de todas as espécies.

### Era Mesozóica
O Mesozóico vai de 252,17± 0,06 Ma até 66,0 Ma, também é conhecida como a Idade dos Répteis ou Idade das Coníferas. O Mesozóico contou com o aparecimento de vários tetrápodes modernos, enquanto os répteis começaram a dominar as terras, deixandos os sinapsídeos para trás. O Mesozóico é dividido em três Períodos: Triássico, Jurássico e Cretáceo.

#### Período Triássico
O Triássico vai de 252,17± 0,06 Ma até 201,3 ± 0,2 Ma e é subdividido em três épocas: Triássico Inferior, Triássico Médio e Triássico Superior.
O Triássico Inferior durou de 252,17± 0,06 Ma até 247,2 Ma, foi uma época quente e árida após a extinção do Permiano, devido a extinção os grupos animais eram muito pouco diversos. Os Temnospondyli recuperaram e se diversificaram em grande predadores aquáticos durante o Triássico. Répteis também se diversificaram rapidamente, com répteis aquáticos como os Ichthyosaurus e Sauropterygia se proliferando nos mares. Na terra, aparecerem os primeiros Arcossauros, incluindo os Pseudosuchia (parentes dos crocodilos) e Avemetatarsalia (parentes das aves e dinossauros).

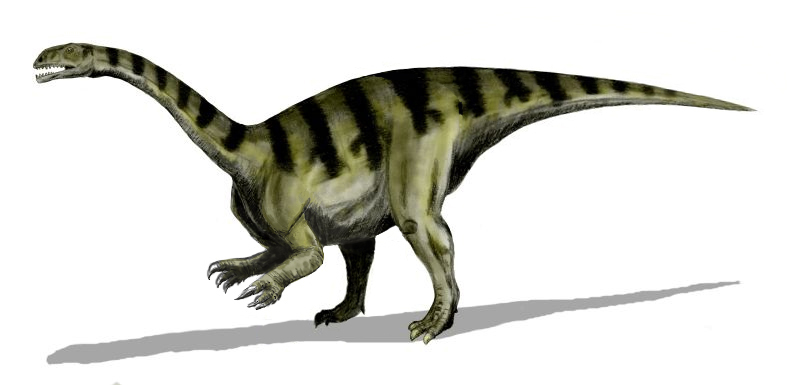
Plateosaurus, um dinossauro antigo sauropodomorfia.

O Triássico Médio vai de 247,2 Ma até 237,0 Ma, durante o qual a Pangeia começou a se quebrar em um processo de rifteamento que se iniciou no norte. Fitoplânctons, Corais e Crustáceos e vários outros invertebrados se recuperaram da extinção do Permiano ao final do Triássico Médio. Enquanto isso, na terra, répteis continuavam a se diversificar, as florestas coníferas prosperavam, assim como os primeiros mosquitos.
O Triássico Superior vai de 237,0 Ma até 201,3 ± 0,2 Ma. Foi uma época quente e árida, com fortes monções e com grande parte das precipitações limitadas a regiões costeiras e de altas latitudes. Os primeiros Dinossauros reais surgiram no Triássico Superior, os Pterossauros evoluíram um pouco depois. Outros répteis grande que poderiam competir com os dinossauros foram dizimados durante a Extinção do Triássico-Jurássico, na qual grande parte dos arcossauros (excluindo os Crocodilomorfos, pterossauros e dinossauros) assim como muito sinapsídeos e quase todos os grande anfíbios foram extintos, além de 34% da vida marinha. A causa da extinção ainda é debatida, mas foi provavelmente resultado de grandes eventos de vulcanismo.

#### Período Jurássico

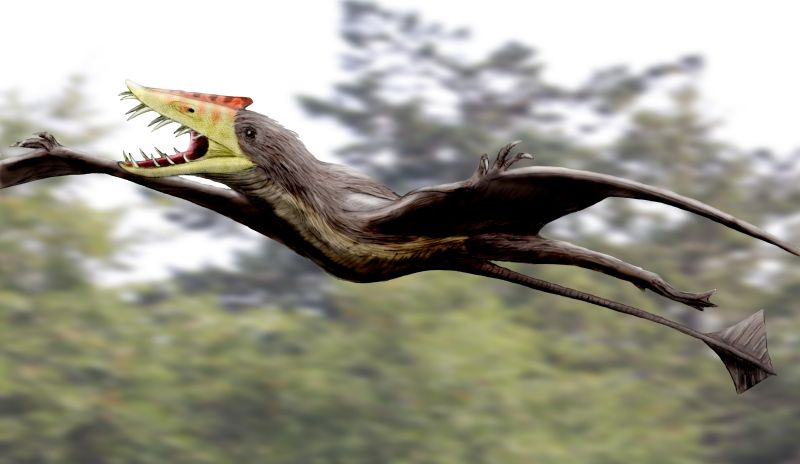
Sericipterus, um pterosauro.

O Jurássico vai de 201,3 ± 0,2 Ma até 145,0 Ma e compreende três épocas: Jurássico Inferior, Jurássico Médio e Jurássico Superior.
O Jurássico Inferior vai de 201,3 ± 0,2 Ma até 174,1 ± 1 Ma. O clima era muito mais úmido do que no Triássico, como resultado o planeta era quente e parcialmente tropical, mas com pequenos intervalos frios. Plesiosaurios, Ichthyosaurus e Amonitas dominavam os mares, enquanto dinossauros e outros répteis dominavam as terras, com espécies como o Dilophosaurus como superpredador. Crocodilomorfos evoluíram para formas aquáticas, levando a quase extinção dos grandes anfíbios. Os mamíferos já estavam presente durante o Jurássico, mas permaneciam pequenos, geralmente pesando menos de 10 quilos até o final do Cretáceo.

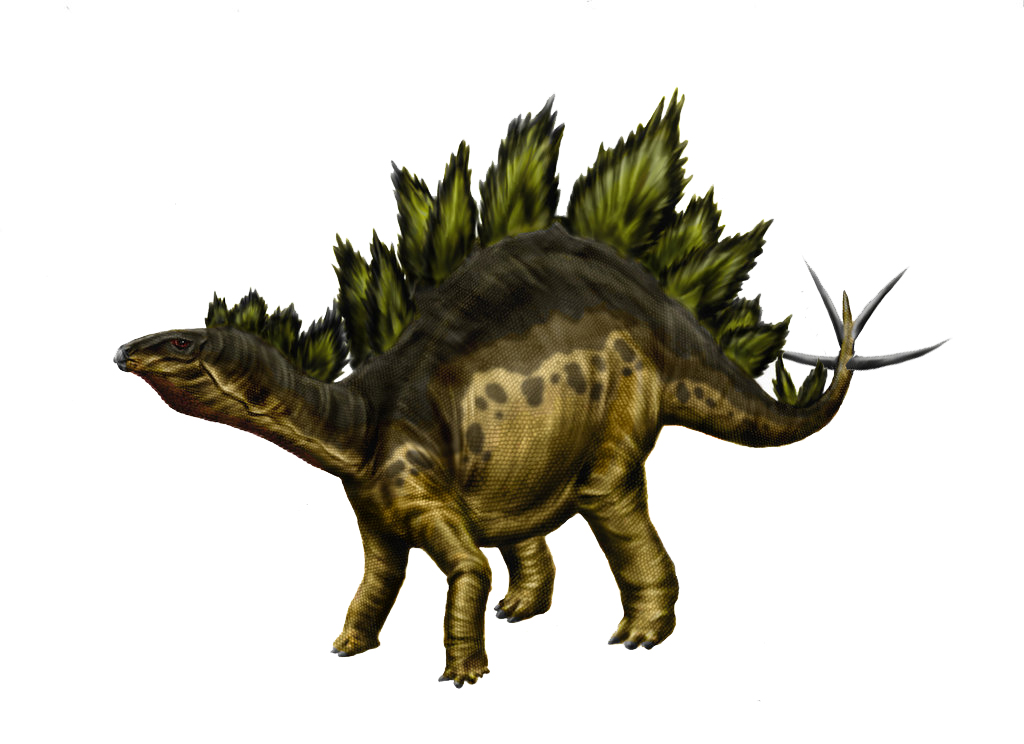
Stegosaurus, um grande dinossauro ornitísquio do Jurássico Superior.

O Jurássico Médio e Superior vão de 174,1 ± 1 Ma até 145,0 Ma. Savanas de coníferas constituíam uma grande porção das florestas do mundo. Nos oceanos, plesiossauros eram muito comuns e os ictiossauros prosperavam. O Jurássico Superior vai de 163,0 Ma até 145,0 Ma, foi marcado por uma severa extinção dos saurópodes nos continentes do norte, junto com vários grupos de ictiossauros. Entretanto, o limite Jurássico-Cretáceo não impactou fortemente a maior parte das formas de vida.

#### Período Cretáceo

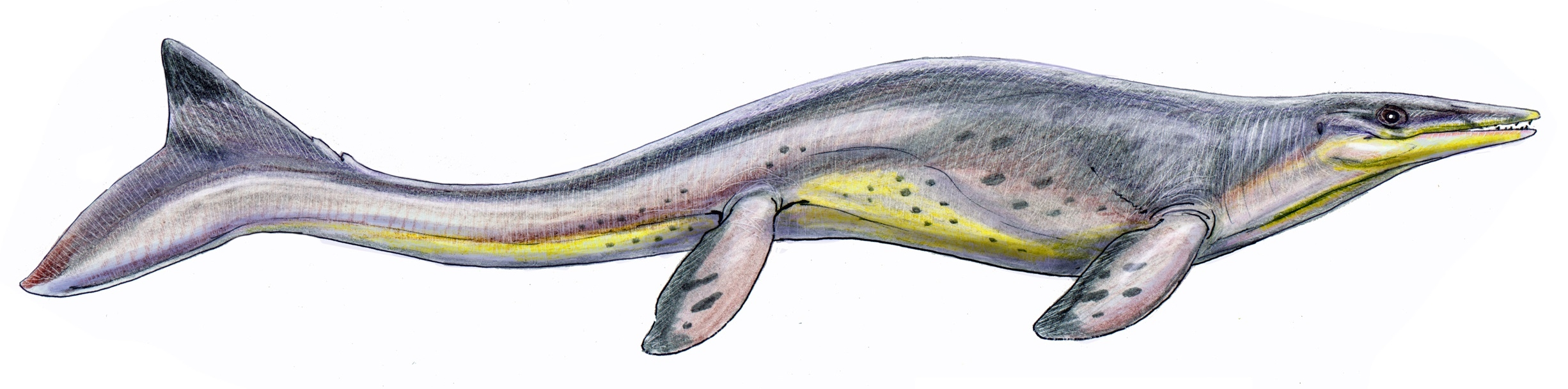
Tylosaurus, um tipo de grandes lagartos marinhos conhecidos como mosassauros.

O Cretáceo é o período mais longo do Fanerozóico e o último período do Mesozóico. Ele vai de 145,0 Ma até 66,0 Ma e é dividido em duas épocas: Cretáceo Inferior e Cretáceo Superior.
O Cretáceo Inferior vai de 145,0 Ma até 100,5 Ma. Os dinossauros continuaram abundantes, com grupos como os Tyrannosauroidea, Avialae (aves), Marginocephalia e Ornithopoda tendo vislumbres do seu futuro sucesso. Outros tetrápodes, como Estegossauros e ictiossauros sofreram um grande declínio, os saurópodes estavam restritos aos continentes do sul.
Durante o Cretáceo, o clima da Terra era significativamente mais quente do que o atual. Uma evidência recente que reforça esse entendimento é a descoberta de fragmentos de âmbar na Antártida, datados de cerca de 90 milhões de anos atrás. Essa descoberta sugere que, naquela época, a região antártica abrigava florestas temperadas, indicando temperaturas muito mais elevadas mesmo em altas latitudes. Essa evidência apoia a ideia de um clima global quente e úmido durante grande parte do Cretáceo.
O Cretáceo Superior vai de 100,5 Ma até 66,0 Ma, durante essa época começou uma onda de resfriamento que iria continuar até o Cenozóico. Eventualmente, o clima tropical ficou restrito ao equador e áreas além das linhas de trópico, caracterizando climas mais sazonais. Surgiram novas grupos de dinossauros, como Tiranossauros, Ankylosauridae, Triceratops e Hadrosaurus dominando as cadeias alimentares. Se o declínio dos pterossauros tem a ver com irradiação das aves é discutível, entretanto, várias famílias sobreviveram até o final do Cretáceo, junto com novas formas, como os gigantescos Quetzalcoatlus. Mamíferos se diversificaram apesar do seu tamanho diminuto, com Metatheria (marsupiais e semelhantes) e Eutheria (placentários). Nos oceanos, Mosasaurus diversificaram preenchendo os nichos deixados pelos extintos ictiossauros, junto com grandes plesiossauros como o Elasmosaurus. Além disso, surgiram as primeiras plantas com flores. No final do Cretáceo, os Basaltos de Decão e outras erupções vulcânicas estavam envenenando a atmosfera. Um grande meteoro colidiu com a Terra, formando a Cratera de Chicxulub, esse impacto junto com a intensa atividade vulcânica caracterizou a Extinção K-Pg, a quinta e mais recente extinção em massa, na qual 75% de toda a vida na Terra foi extinta, incluindo todos os dinossauros não avianos. Todos os seres com mais de 10 quilos foram extintos, finalizando a grande era dos dinossauros.

### Era Cenozóica
O Cenozóico conta com a ascensão dos mamíferos como classe dominante no mundo animal, já que o fim da era dos dinossauros deixou uma série de nichos ecológicos desocupados. Existem três divisões no Cenozóico: Paleogeno, Neogeno e Quaternário.

#### Período Paleógeno
O Paleógeno vai da extinção dos dinossauros não avianos 66,0 Ma até o início do Neógeno em 23,03 Ma. É dividido em três épocas: Paleoceno, Eoceno e Oligoceno.

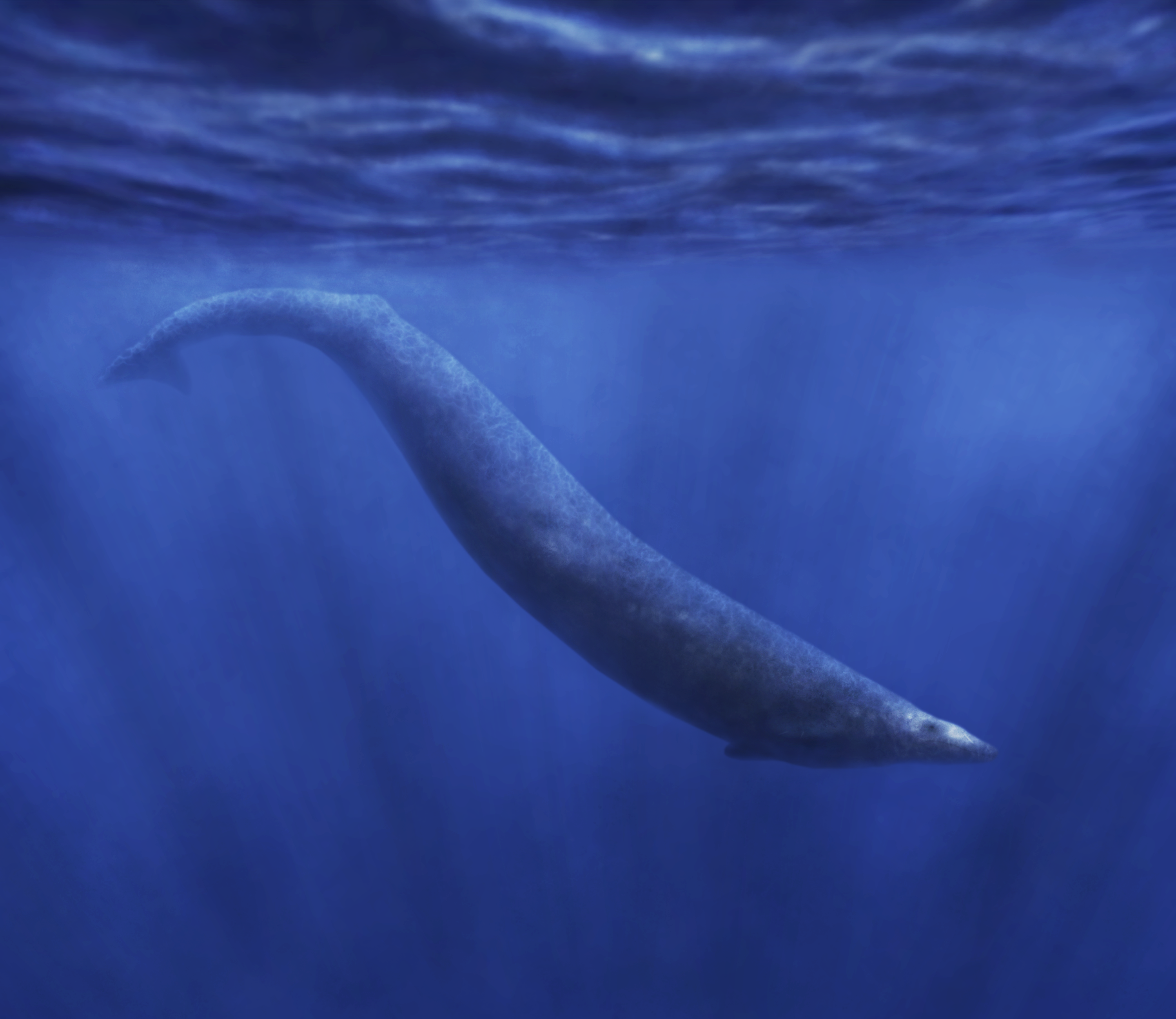
Basilosaurus foi um cetáceo primitivo, aparentado com as baleias modernas.

O Paleoceno começa com a Extinção K-Pg, o início do Paleoceno conta com a recuperação da Terra desse evento. Os continentes começam a tomar as suas formas atuais, mas a maior parte deles e a Índia permanecem separados. África e Eurasia eram separados pelo Mar de Tétis, e as Américas estavam separadas pelo estreito do Panamá, pois o istmo do Panamá ainda não havia se formado. Nessa época o clima do planeta esquentou de maneira geral, os domínios de floresta se expandiram, eventualmente alcançando os polos. Os oceanos eram dominados por tubarões, já que os grandes répteis haviam sido extintos. Os mamíferos se diversificaram rapidamente, mas a maior parte permaneceu de pequeno porte. Os maiores tetrápodes carnívoros durante o Paleoceno eram répteis, incluindo crocodiloformes, Choristodera e cobras. A Titanoboa cerrejonensis, a maior cobra conhecida, viveu na América do Sul durante o Paleoceno.
O Eoceno durou de 56,0 Ma até 33,9 Ma. No início do Eoceno, a maior parte dos mamíferos terrestres ainda eram pequenos e viviam em selvas, assim como no Paleoceno. Entre eles estavam os primeiros primatas, baleias e cavalos. O clima era quente e úmido com pouca variação de temperatura entre os polos. Durante o Eoceno Médio a Corrente Circumpolar Antártica entre a Austrália e Antártica se formou, perturbando as correntes oceânicas pelo mundo, resultando em um resfriamento global, o que diminuiu as áreas de selva. Mais mamíferos continuaram a se diversificar com o evento de resfriamento, assim como seres mais arcaicos começavam a se extinguir. Ao final do Eoceno, baleias como as Basilosaurus tinham se tornado completamente aquáticas. O Eoceno Superior viu o ressurgimento das estações, o que causou a expansão das áreas de savana. A transição entre o Eoceno e o Oligoceno foi marcada por uma extinção significante, cuja causa ainda é debatida.
O Oligoceno vai de 33,9 Ma até 23,03 Ma, foi um importante período transicional entre o mundo tropical do Eoceno e os ecossistemas mais modernos. Esse período conta com a expansão global das áreas gramadas, o que levou muitas espécies a se beneficiar, como os primeiros elefantes, gatos, cães, marsupiais e outras espécies ainda prevalecentes hoje. Muitas outras espécies de plantas evoluíram durante essa época, como as árvores perenes. O período de resfriamento continuou e chuvas sazonais estabeleceram padrões. Os mamíferos continuaram crescendo cada vez mais. Paraceratherium, um dos maiores mamíferos terrestres que já existiu, evoluiu nessa época, junto com vários outros Perissodáctilos.

#### Período Neógeno
O Neogeno vai de 23,03 Ma até 2,58 Ma, e é constituído por duas épocas: Mioceno e Plioceno.
O Mioceno começa em 23,03 Ma e vai até 5,333 Ma, é um período em que o campos gramados se espalharam e dominaram uma vasta porção do mundo, diminuindo o espaço das florestas no processo. Florestas de alga evoluíram, levando ao surgimento de novas espécies como de lontras marinhas. Durante essa época, os Perissodáctilos prosperavam e evoluíram em diversas variedades. Junto a eles tinham os macacos, que evoluíram em cerca de 30 espécies diferentes. No geral, terras áridas e montanhosas dominavam a maior parte do mundo, assim como os pastos. O Mar de Tétis finalmente se fechou com a criação da Península Arábica, como remanescentes sobraram o Mar Negro, Mar Vermelho, Mar Mediterrâneo e Mar Cáspio, isso apenas aumentou a aridez. Várias novas plantas evoluíram, e 95% das plantas com sementes modernas evoluíram no Mioceno Médio.
O Plioceno durou de 5,333 Ma até 2,58 Ma e teve como característica mudanças climáticas drásticas. O mar mediterrâneo secou por algumas centenas de milhares de anos, num evento conhecido como crise de salinidade messiniana. Na África houve o surgimento do Australopithecus, o ancestral do Homo. O istmo do Panamá se formou, animais migraram entre a Amárica do Norte e Sul, causando estragos na ecologia local. Mudanças climáticas fizeram com que as savanas continuassem se espalhando pelo mundo, monções na Índia, desertos no leste a Ásia, e começou a se formar o deserto do Saara. Os continentes e oceanos tomar as configurações existentes atualmente. Não houve nenhuma alteração no mapa mundi desde então, com exceção das mudanças trazidas pelas glaciações do Quaternário, como os Grandes Lagos.

#### Período Quaternário

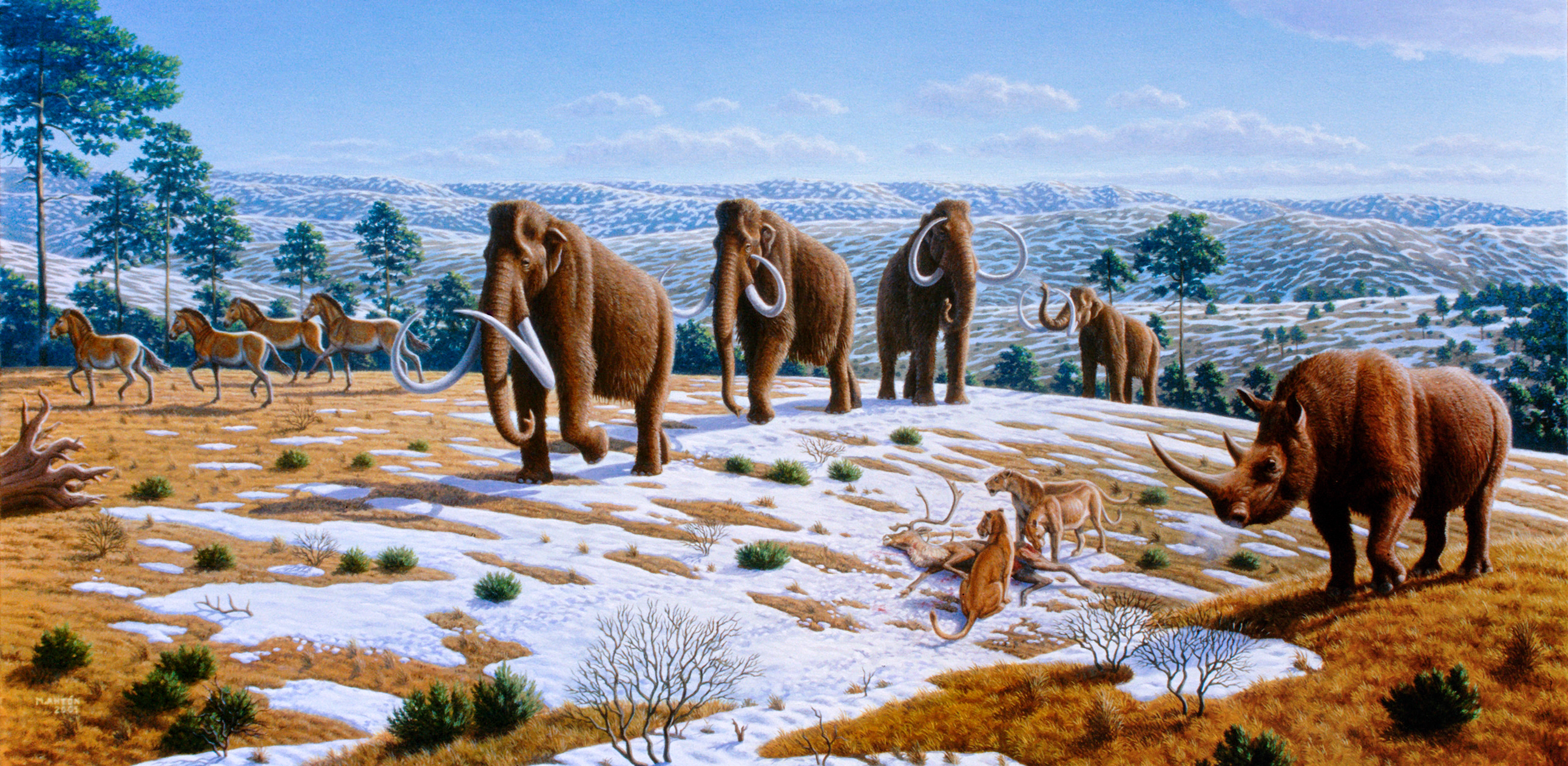
Megafauna no Pleistoceno (mamutes, leões-da-caverna, rinocerontes-lanosos, rena, cavalos)

O Quaternário começa em 2,58 Ma e vai até os dias atuais, é o período geológico mais curto do éon Fanerozóico. Ele é caracterizado por animais modernos e mudanças dramáticas no clima. É dividido em duas épocas: o Pleistoceno e o Holoceno.
O Pleistoceno foi de 2,58 Ma até 11,700 anos atrás. Essa época foi marcada por uma série de períodos glaciais (eras do gelo) como resultado da tendência de resfriamento começada no Eoceno Médio. Houve inúmeros períodos glaciais separados marcados pelo avanço das capas de gelo em latitudes de até 40 graus N em áreas montanhosas. Enquanto isso, a África experienciou fortes dessecações que resultaram na criação dos desertos do Saara, Namib e Kalahari. Mamutes, preguiças gigantes, lobos, Tigre Dentes-de-Sabre e humanos eram comuns e estavam bem difundidos ao longo do Pleistoceno. A medida que o Pleistoceno caminhava para o final, uma grande extinção acabou com a maior parte da Megafauna do mundo, incluindo espécies humanas não-Homo sapiens, como o Homo neaderthalensis. Todos os continentes foram afetados, porém a África foi menos afetada e ainda manteve muito animais grandes, como elefantes, rinocerontes e hipopótamos. Ainda é debatido se o Homo sapiens estaria envolvido com esse evento de extinção.
O Holoceno começa há 11,700 anos e dura até os dias atuais. Toda a história recordada e a História humana se encontra entre os limites dessa época. Atividades humanas são culpadas por uma extinção em massa que começou há aproximadamente 10,000 anos atrás, isso as vezes é referenciado como a Sexta extinção. Centenas de espécies se extinguiram devido aos impactos das atividades humanas desde a Revolução Industrial.